# 그대의 찬 손
"그대의 찬 손"은 한국에서 제작된 박종호 감독의 1974년 영화이다. 이수영 등이 주연으로 출연하였고 주동진 등이 제작에 참여하였다.

## 출연

### 주연
- 이수영
- 유지인
- 김진규

## 기타
- 원작자: 강신재